# Karol Tichy
Karol Józef Tichy (ur. 2 lutego 1871 w Bursztynie, zm. 26 lub 27 listopada 1939 w Warszawie) – polski malarz i projektant, tworzący w stylu secesji, pedagog.

## Życiorys
Po uzyskaniu matury podjął studia prawnicze na Uniwersytecie Jagiellońskim oraz malarskie (1889–1890) w Szkole Sztuk Pięknych w Krakowie. Edukację artystyczną kontynuował w Monachium oraz w École des beaux-arts w Paryżu.
Zajmował się głównie sztuką użytkową; projektował wnętrza, tkaniny, meble i ceramikę (jeden z pionierów nowoczesnej ceramiki artystystycznej w Polsce). Był współzałożycielem Spółdzielni Artystów „Ład” (1926) oraz członkiem krakowskiego towarzystwa artystycznego Polska Sztuka Stosowana (1901–1914).
Od 1904 był wykładowcą Szkoły Sztuk Pięknych w Warszawie, gdzie prowadził pracownię malarstwa i ceramiki; w latach 1922–1923 był dyrektorem tej szkoły.
Został pochowany na cmentarzu w Niepołomicach.

## Odznaczenia
- Krzyż Komandorski Orderu Odrodzenia Polski (11 listopada 1936)[4]
- Krzyż Oficerski Orderu Odrodzenia Polski (2 maja 1924)[5][6]

## Galeria prac

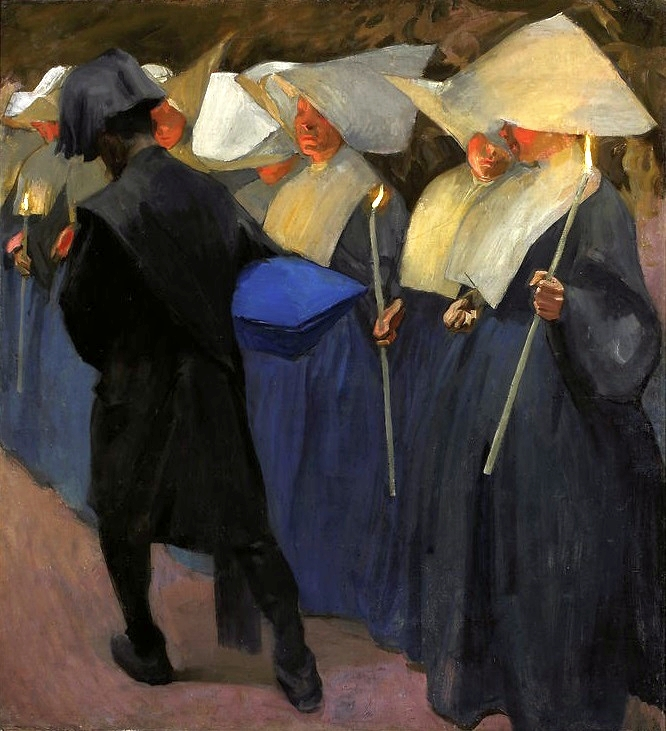
Obraz „Pogrzeb” (olej na płótnie), ok. 1900
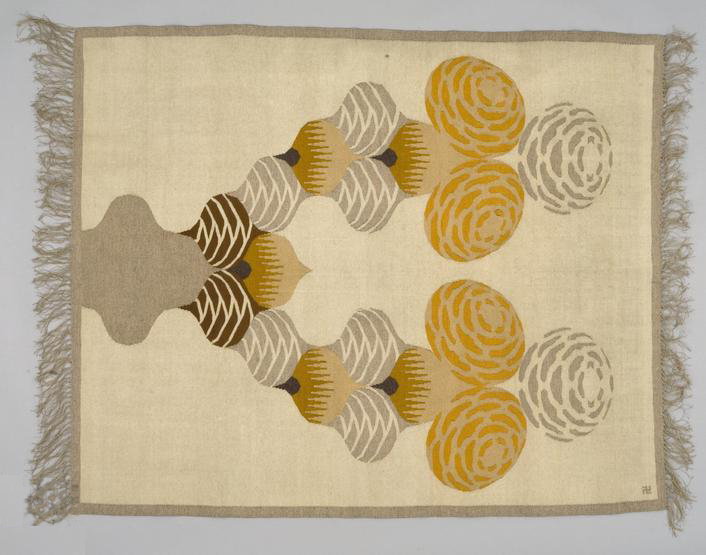
Kilim, ok. 1900
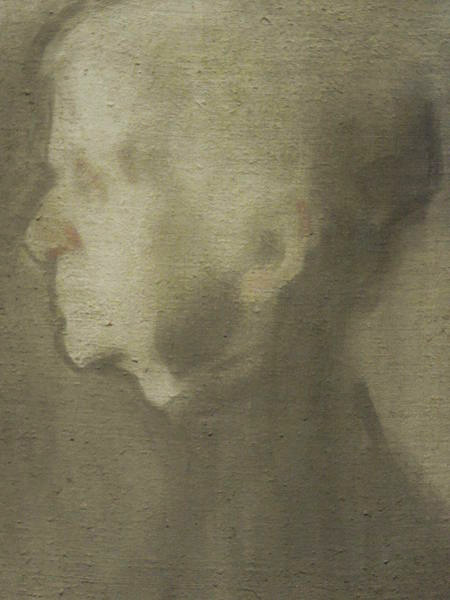
Portret matki, ok. 1900
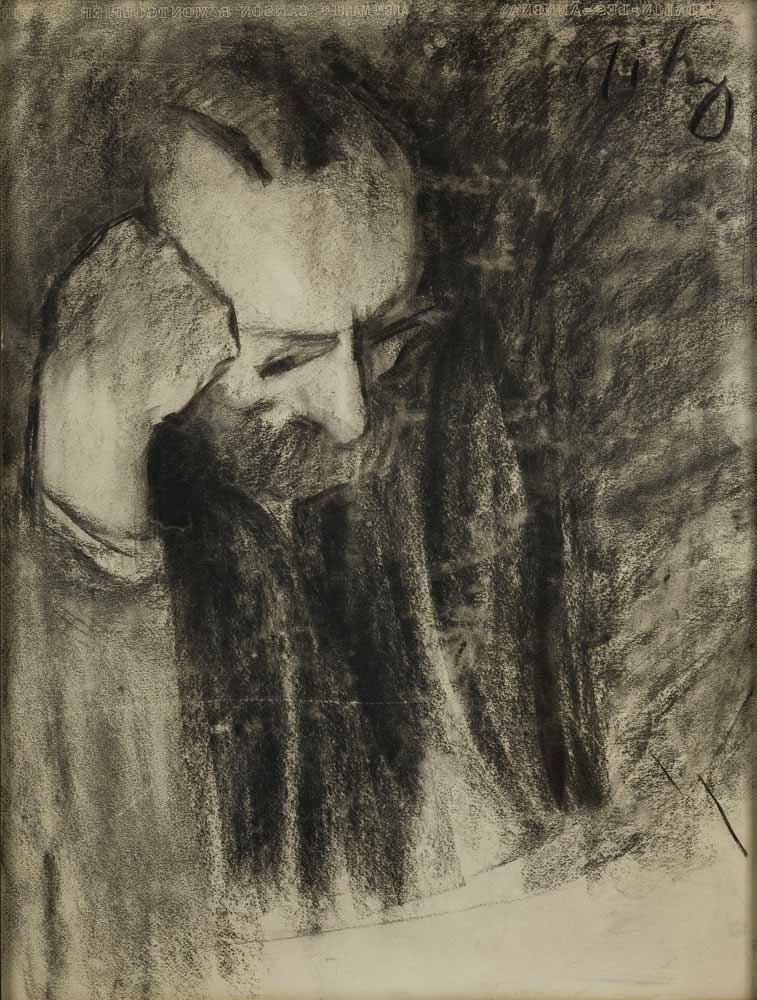
Portret Feliksa Jasieńskiego, ok. 1901
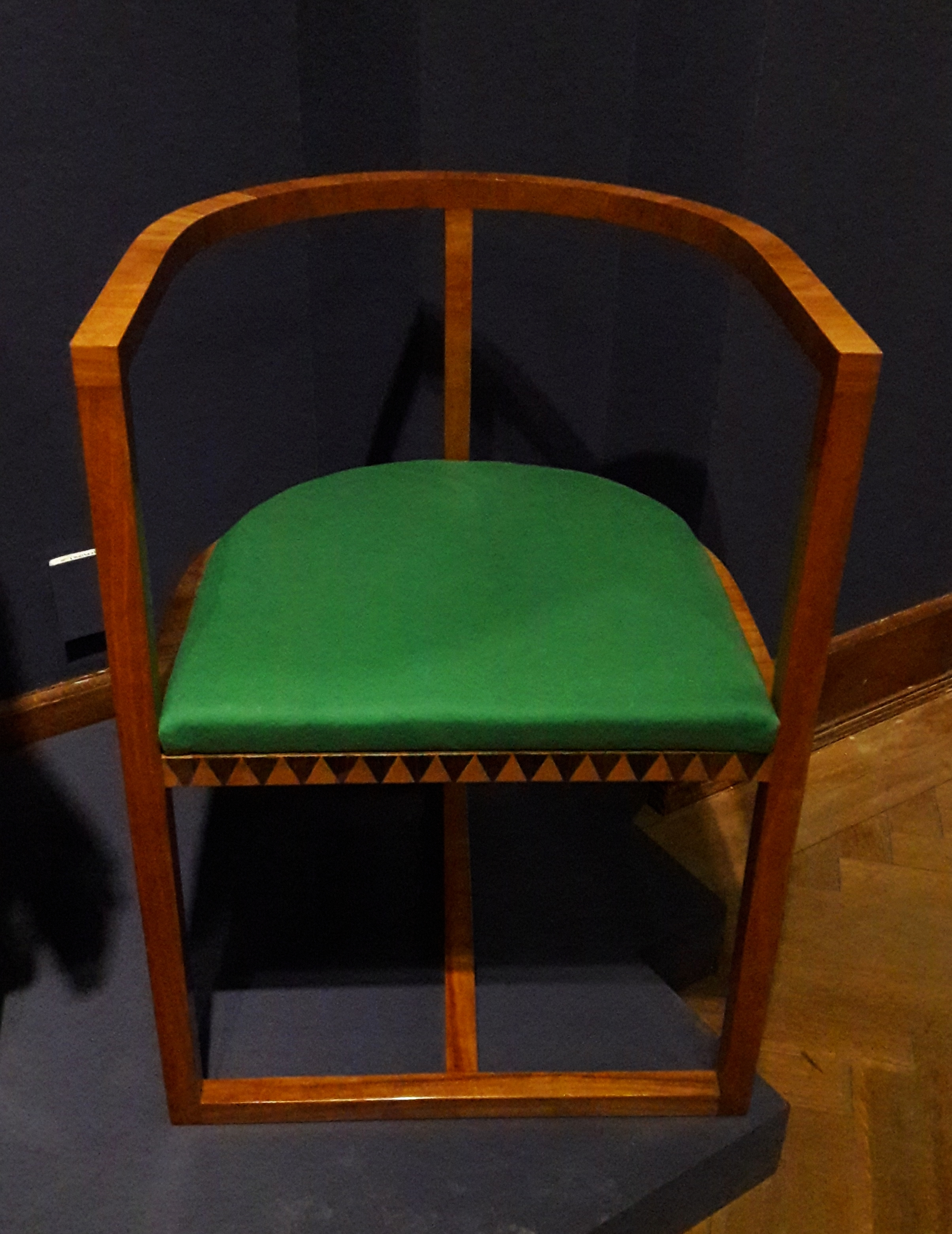
Fotel z kompletu sypialnego, 1909, Muzeum Narodowe w Warszawie
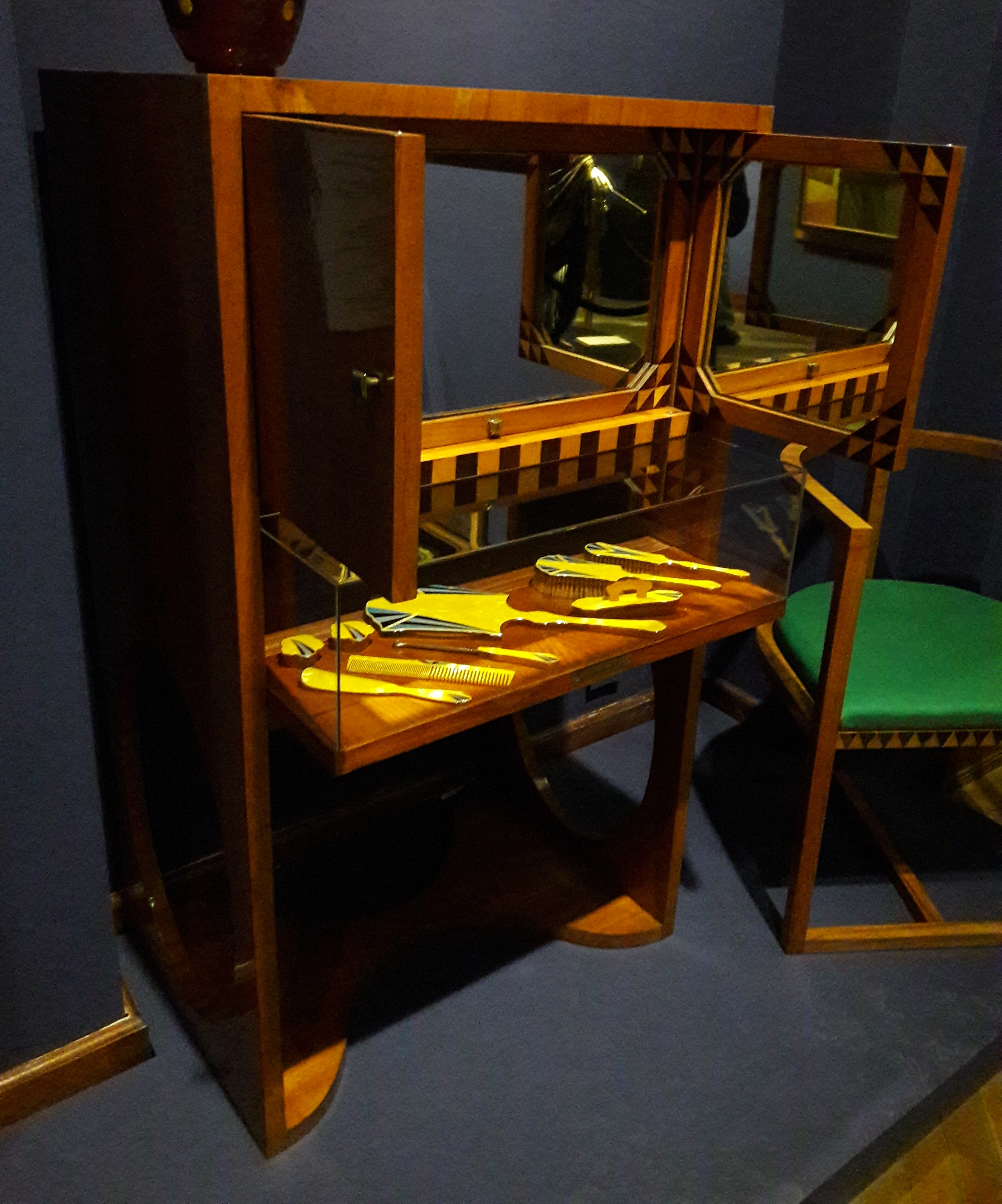
Toaletka z kompletu sypialnego, 1909, Muzeum Narodowe w Warszawie
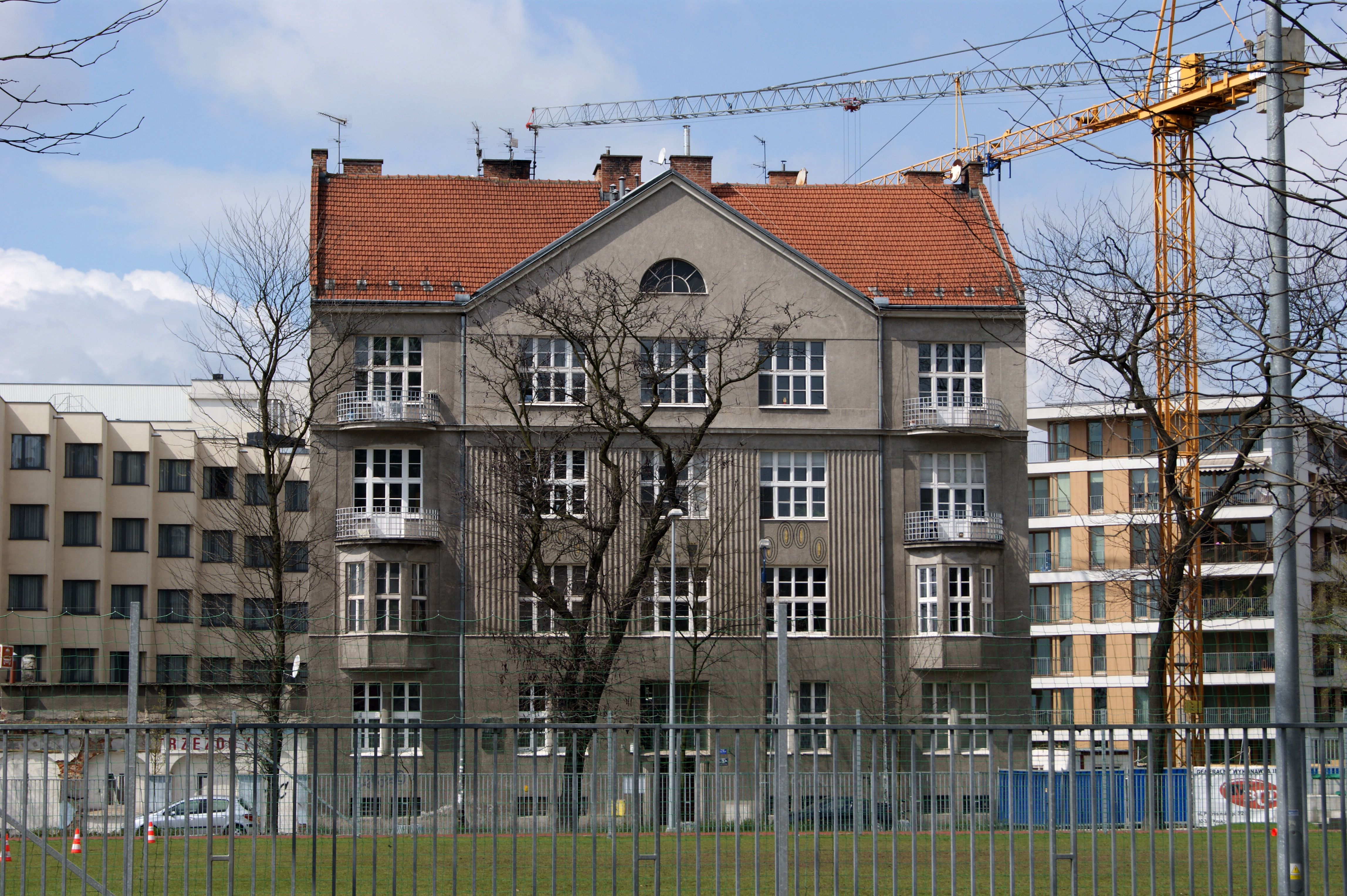
Dom własny w Krakowie, 1912